# Статистика возникновения кратеров
Статистика возникновения кратеров (англ. crater counting) — одна из методик оценки возраста астрономических объектов. В её основе лежит предположение, что кора абсолютно нового небесного тела не имеет астроблем — следов столкновений с крупными метеоритами, астероидами, кометами и пр. в виде ударных кратеров. Предполагая частоту образования новых кратеров известной, сторонники статистического метода полагают, что путём подсчёта кратеров разного размера можно определить срок существования соответствующей поверхности. Для калибрации (уточнения) методики использовались данные радиометрического датирования образцов, доставленных с Луны экспедициями «Луна» и «Аполлон». Этот метод также использовался для оценки возраста областей Марса и других планет, где имели место извержения вулканов, оставлявших следы лавы; на Луне применительно к тёмным базальтовым равнинам (англ. mares), а также областям покрытых льдом спутников Юпитера и Сатурна. 